# Piłkarz roku w Holandii
Tytuł Piłkarza Roku w Holandii (Voetballer van het Jaar) jest przyznawany od 1984 r. Zdobywcy tytułu są wyłaniani na podstawie ankiety przeprowadzonej wśród piłkarzy pierwszej (Eredivisie) i drugiej (Eerste divisie) ligi holenderskiej.
Od 1998 roku nagroda jest przyznawana po zakończeniu sezonu (wcześniej był to koniec danego roku).
W 2006 r. tytuł Piłkarza Roku został połączony z nagrodą Złote Buty (Gouden Schoen), utworzoną w 1982 r. przez holenderski dziennik De Telegraaf i magazyn piłkarski Voetbal International.
Tytułem Piłkarskiego Talentu Roku w Holandii są nagradzani od 1984 r. piłkarze, którzy nie ukończyli 21 lat. Od 2003 r. przyznaje się Nagrodę Johan'a Cruijff'a (Johan Cruijff Prijs).
Najliczniejszą grupę zdobywców tytułu Piłkarza Roku stanowią gracze Ajaksu Amsterdam (16), w dalszej kolejności są piłkarze: PSV Eindhoven (14), Feyenoordu (5), SC Heerenveen (1), AZ Alkmaar (1), FC Twente (1) i SBV Vitesse (1).

Dwukrotnie Piłkarzem Roku zostawali: Ruud Gullit, Ronald Koeman, Dennis Bergkamp, Ronald de Boer, Ruud van Nistelrooy, Mark van Bommel.

Piłkarze spoza Holandii zdobywali tytuł 13 razy ( Romário,  Maxwell,  Afonso Alves,  Mateja Kežman,  Jari Litmanen,  Luc Nilis,   Jan Vertonghen,  Luis Suárez,  Wilfried Bony,  Mounir El Hamdaoui,  Karim El Ahmadi,  Hakim Ziyech,  Dušan Tadić,                  Orkun Kökçü ).
Złote Buty dwukrotnie zdobyli: Frank Rijkaard, Gerald Vanenburg, Danny Blind. W 2000 r. wyróżniony został  Jerzy Dudek.
Pięciu młodych piłkarzy spoza Holandii zdobyli tytuł Talentu Roku (Nagrodę Johan'a Cruijff'a). Są to:  Jon Dahl Tomasson,  Salomon Kalou,  Miralem Sulejmani,  Christian Eriksen i  Vincent Janssen.
Plebiscyty Piłkarza Roku i Złotego Buta od sezonu 2005/2006 zostały połączone, podobnie jak plebiscyty Talentu Roku i Nagrody Johana Cruijffa.

## Piłkarze Roku w Holandii
| - 1984 - Ruud Gullit (Feyenoord) - 1985 - Marco van Basten (AFC Ajax) - 1986 - Ruud Gullit (PSV Eindhoven) - 1987 - Ronald Koeman (PSV Eindhoven) - 1988 - Ronald Koeman (PSV Eindhoven) - 1989 - Romário (PSV Eindhoven) - 1990 - Jan Wouters (AFC Ajax) - 1991 - Dennis Bergkamp (AFC Ajax) - 1992 - Dennis Bergkamp (AFC Ajax) - 1993 - Jari Litmanen (AFC Ajax) - 1994 - Ronald de Boer (AFC Ajax) - 1995 - Luc Nilis (PSV Eindhoven) - 1996 - Ronald de Boer (AFC Ajax) - 1997 - Jaap Stam (PSV Eindhoven) - 1998/1999 - Ruud van Nistelrooy (PSV Eindhoven) - 1999/2000 - Ruud van Nistelrooy (PSV Eindhoven) - 2000/2001 - Mark van Bommel (PSV Eindhoven) - 2001/2002 - Pierre van Hooijdonk (Feyenoord) - 2002/2003 - Mateja Kežman (PSV Eindhoven) | - 2003/2004 - Maxwell (AFC Ajax) - 2004/2005 - Mark van Bommel (PSV Eindhoven) - 2005/2006 - Dirk Kuijt (Feyenoord) - 2006/2007 - Afonso Alves (SC Heerenveen) - 2007/2008 - Johnny Heitinga (AFC Ajax) - 2008/2009 - Mounir El Hamdaoui (AZ Alkmaar) - 2009/2010 - Luis Suárez (AFC Ajax) - 2010/2011 - Theo Janssen (FC Twente) - 2011/2012 - Jan Vertonghen (AFC Ajax) - 2012/2013 - Wilfried Bony (SBV Vitesse) - 2013/2014 - Daley Blind (AFC Ajax) - 2014/2015 - Georginio Wijnaldum (PSV Eindhoven) - 2015/2016 - Davy Klaassen (AFC Ajax) - 2016/2017 - Karim El Ahmadi (Feyenoord) - 2017/2018 - Hakim Ziyech (AFC Ajax) - 2018/2019 - Matthijs de Ligt (AFC Ajax) - 2019/2020 - Nie rozdawano - 2020/2021 - Dušan Tadić (AFC Ajax) - 2021//2022 - Cody Gakpo (PSV) - 2022/2023 - Orkun Kökçü (Feyenoord) - 2023/2024- Luuk de Jong (PSV) |

## Zdobywcy Złotych Butów w Holandii
| - 1982 - Martin Haar (HFC Haarlem) - 1983 - Piet Schrijvers (AFC Ajax) - 1984 - Johan Cruyff (Feyenoord) - 1985 - Frank Rijkaard (AFC Ajax) - 1986 - Ruud Gullit (PSV Eindhoven) - 1987 - Frank Rijkaard (AFC Ajax) - 1988 - Gerald Vanenburg (PSV Eindhoven) - 1989 - Gerald Vanenburg (PSV Eindhoven) - 1990 - Edward Sturing (SBV Vitesse) - 1991 - Hennie Meijer (FC Groningen) - 1992 - John Metgod (Feyenoord) - 1993 - Marc Overmars (AFC Ajax) | - 1994 - Ed de Goey (Feyenoord) - 1995 - Danny Blind (AFC Ajax) - 1996 - Danny Blind (AFC Ajax) - 1997 - Jaap Stam (PSV Eindhoven) - 1998 - Edwin van der Sar (AFC Ajax) - 1999 - Michael Mols (FC Utrecht) - 2000 - Jerzy Dudek (Feyenoord) - 2001 - Johann Vogel (PSV Eindhoven) - 2002 - Cristian Chivu (AFC Ajax) - 2003 - Dirk Kuijt (FC Utrecht) - 2004 - Maxwell (AFC Ajax) - 2005 - Mark van Bommel (PSV Eindhoven) |

## Piłkarskie Talenty Roku w Holandii
| - 1984 - Mario Been (Feyenoord) - 1985 - Frans van Rooy (PSV Eindhoven) - 1986 - Aron Winter (AFC Ajax) - 1987 - Bryan Roy (AFC Ajax) - 1988 - Pieter Huistra (FC Twente) - 1989 - Richard Witschge (AFC Ajax) - 1990 - Dennis Bergkamp (AFC Ajax) - 1991 - Gaston Taument (AFC Ajax) - 1992 - Marc Overmars (AFC Ajax) - 1993 - Clarence Seedorf (AFC Ajax) - 1994 - Clarence Seedorf (AFC Ajax) - 1995 - Patrick Kluivert (AFC Ajax) - 1996 - Jon Dahl Tomasson (Heerenveen) - 1997 - Boudewijn Zenden (PSV Eindhoven) | - 1998/1999 - Mark van Bommel (Fortuna Sittard) - 1999/2000 - Arnold Bruggink (PSV Eindhoven) - 2000/2001 - Rafael van der Vaart (AFC Ajax) - 2001/2002 - Robin van Persie (Feyenoord) - 2002/2003 - Arjen Robben (PSV Eindhoven) - 2003/2004 - John Heitinga (AFC Ajax) |

### Zdobywcy Nagrody Johana Cruijffa
| - 2002/2003 - Arjen Robben (PSV Eindhoven) - 2003/2004 - Wesley Sneijder (AFC Ajax) - 2004/2005 - Salomon Kalou (Feyenoord) - 2005/2006 - Klaas-Jan Huntelaar (AFC Ajax) - 2006/2007 - Ibrahim Afellay (PSV Eindhoven) - 2007/2008 - Miralem Sulejmani (Heerenveen) - 2008/2009 - Eljero Elia (FC Twente) - 2000/2010 - Gregory van der Wiel (AFC Ajax) - 2010/2011 - Christian Eriksen (AFC Ajax) - 2011/2012 - Adam Maher (AZ Alkmaar) - 2012/2013 - Marco van Ginkel (SBV Vitesse) - 2013/2014 - Davy Klaassen (AFC Ajax) - 2014/2015 - Memphis Depay (PSV Eindhoven) - 2015/2016 - Vincent Janssen (AZ Alkmaar) | - 2016/2017 - Vincent Janssen (AFC Ajax) - 2017/2018 - Matthijs de Ligt (AFC Ajax) - 2018/2019 - Frenkie de Jong (AFC Ajax) - 2019/2020 - Nie rozdawano - 2020/2021 - Ryan Gravenberch (AFC Ajax) - 2021/2022 - Jurriën Timber (AFC Ajax) - 2022/2023 - Xavi Simons (PSV Eindhoven) |

## Bramkarze Roku w Holandii
| - 1987 - Hans van Breukelen (PSV Eindhoven) - 1988 - Hans van Breukelen (PSV Eindhoven - 1989 - Ruud Hesp (Fortuna Sittard) - 1990 - Stanley Menzo (AFC Ajax) - 1991 - Hans van Breukelen (PSV Eindhoven) - 1992 - Hans van Breukelen (PSV Eindhoven) - 1993 - Ed de Goey (Feyenoord) - 1994 - Edwin van der Sar (AFC Ajax) - 1995 - Edwin van der Sar (AFC Ajax) - 1996 - Edwin van der Sar (AFC Ajax) - 1997 - Edwin van der Sar (AFC Ajax) | - 1998/1999 - Jerzy Dudek (Feyenoord) - 1999/2000 - Jerzy Dudek (Feyenoord) - 2000/2001 - Ronald Waterreus (PSV Eindhoven) - 2001/2002 - Edwin Zoetebier (Feyenoord) - 2002/2003 - Dennis Gentenaar (NEC Nijmegen) - 2003/2004 - Gábor Babos (NAC Breda) |